# 林忠 (1914年)
林忠（1914年—？），本名林坤義，生於日治台灣南投廳草鞋墩支廳，政治人物，曾任第四屆國民參政員。

## 生平
林忠的父親從事製米工廠。就讀南投碧峰公學校及草屯高等科，畢業後在高等科的校長推薦下，至日本廣島的廣陵中學讀書，後來轉唸廣島修道中學、東京第一高等學校；日本京都帝國大學醫學部肄業。
日本發動侵華戰爭後，他毅然決然放棄日本學業，加入國民政府的對日抗戰。林忠初任國民政府軍事委員會第五部，負責對日本宣傳，晚上到中央廣播電台用日語對日本廣播，用台語對台灣廣播，勸告日本民眾及台灣同胞反抗日軍的侵略戰爭。南京淪陷，先後在漢口電台及長沙電台工作；抗戰勝利之後，中央廣播電台指派林忠回台灣來接收台灣放送協會廣播設備，並且出任央廣台灣台的台長。
在重慶籌組了台灣革命同盟會，李友邦、張邦傑、謝南光都當了台灣同盟會的委員，都爲了台灣回歸中華民國而努力。與翁俊明在民國三十二年（一九四三年）成立「中國國民黨直屬台灣黨部」，將黨部設在福建漳州；謝東閔、丘念台都在其內。
1944年（民國33年）中央設計局成立台灣調查委員會，主要工作就是規劃日後接收台灣及訓練幹部等事宜；由陳儀出任主任委員，另如夏濤聲、黃朝琴、謝南光、游彌堅、沈仲九、錢宗起等也在裏面。
1945年（民國34年）負責接收台灣放送協會，當時台灣人對學國語非常熱衷，知名人士如顏欽賢、林獻堂等也都在學；負責的電台業務，主要是在台北的廣播電台，屬於總台，另外轄有四個分台（台中、嘉義、台南、花蓮電台）。